# Liste des maires de Luz-Saint-Sauveur

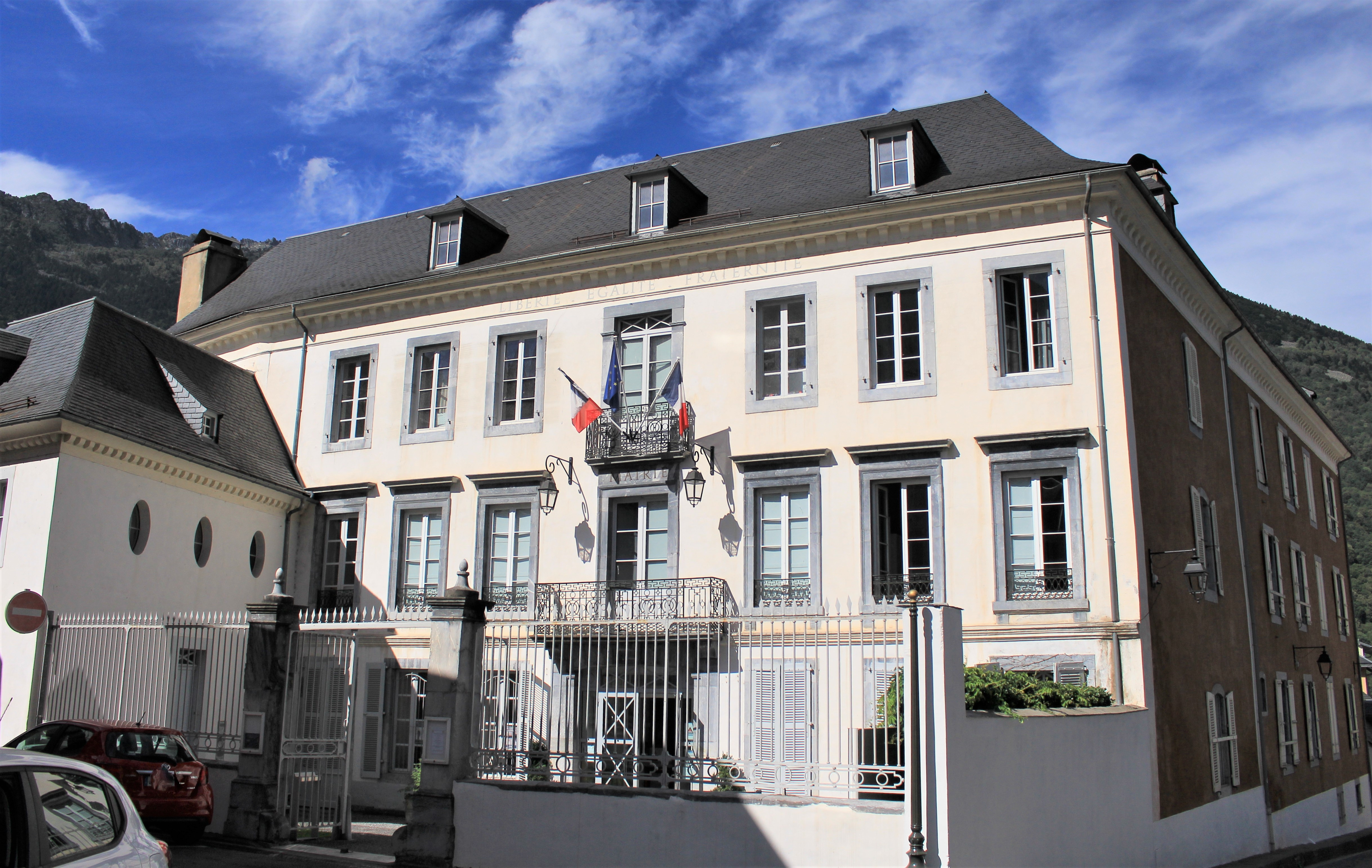
La mairie en 2022.

## Liste des maires
| Période                                  | Période    | Identité           | Étiquette | Qualité                                            |
| ---------------------------------------- | ---------- | ------------------ | --------- | -------------------------------------------------- |
| Les données manquantes sont à compléter. |            |                    |           |                                                    |
| 1935                                     | 1941       | Jules Camarot      |           |                                                    |
| Les données manquantes sont à compléter. |            |                    |           |                                                    |
| 1944                                     | 1945       | Jules Camarot      |           | Président du comité local de libération            |
| 1947                                     | 1965       | Eugène Lons        |           |                                                    |
| 1965                                     | 1977       | Pierre Foyer       |           |                                                    |
| 1977                                     | 2005       | Claude Massoure    | PS        | Conseiller général                                 |
| 2005                                     | avril 2014 | Alain Lescoules    | PS        |                                                    |
| avril 2014                               | En cours   | Laurent Grandsimon | PRG       | Président de la Communauté de communes du Pays Toy |